# أهارون جاكوباشفيلي
أهارون جاكوباشفيلي (بالعبرية: אהרון יעקובי‏) (مواليد 18 سبتمبر 1964) هو ملاكم إسرائيلي، مثّل إسرائيل في الألعاب الأولمبية الصيفية 1988.

## روابط خارجية
أهارون جاكوباشفيلي على موقع اللجنة الأولمبية الدولية (الإنجليزية)
- أهارون جاكوباشفيلي على موقع أوليمبيديا (الإنجليزية)